# Servantes du Sacré-Cœur de Jésus de Cracovie
Ne doit pas être confondu avec Servantes du Sacré-Cœur de Jésus de Versailles.
Les Servantes du Sacré-Cœur de Jésus (en latin : Congregatio Servularum Sacratissimi Cordis Iesu) sont une congrégation religieuse féminine de droit pontifical dédiée à l'aide des travailleurs.

## Historique
En 1892, Józef Sebastian Pelczar (1842 - 1924) ouvre à Cracovie un foyer pour travailleurs et demande aux Servantes de Jésus de le gérer ; elles n'ont malheureusement pas la possibilité d'accepter cet engagement.
Avec le consentement du cardinal Albin Dunajewski, archevêque de Cracovie, Pelczar et Ludwika Szczęsna (1863 - 1916) fondent le 15 avril 1894 à Cracovie les Servantes du Sacré-Cœur de Jésus avec douze religieuses pour venir en aide aux travailleurs.
L'institut est affilié aux frères mineurs conventuels le 4 octobre 1910, il obtient le décret de louange le 15 février 1909 et l'approbation finale le 19 mars 1912 ; leurs constitutions sont approuvées par le Saint-Siège le 30 janvier 1923.

## Activités et diffusion
Les sœurs se dédient à la propagation de la dévotion au Sacré-Cœur en aidant les travailleurs.
Elles sont présentes en :
- Europe : Pologne[2], France[3], Italie[4], Ukraine[5].
- Amérique : Argentine[6], Bolivie[7], États-Unis[8], Jamaïque[9].

La maison généralice est à Cracovie. 
En 2017, la congrégation comptait 491 sœurs dans 68 maisons.